# Motława
Die Motława (kaschubisch Mòtława), deutsch Mottlau, ist ein Fluss in der polnischen Woiwodschaft Pommern. Die Mottlau entspringt als »Höhische Mottlau« aus dem Großen Rokittker See südlich von Liebschau am Rand des Pommerschen Landrückens. Die Länge des Flusses beträgt 64,7 km, die Fläche des Einzugsgebiets 1511,3 km².

## Verlaufsbeschreibung

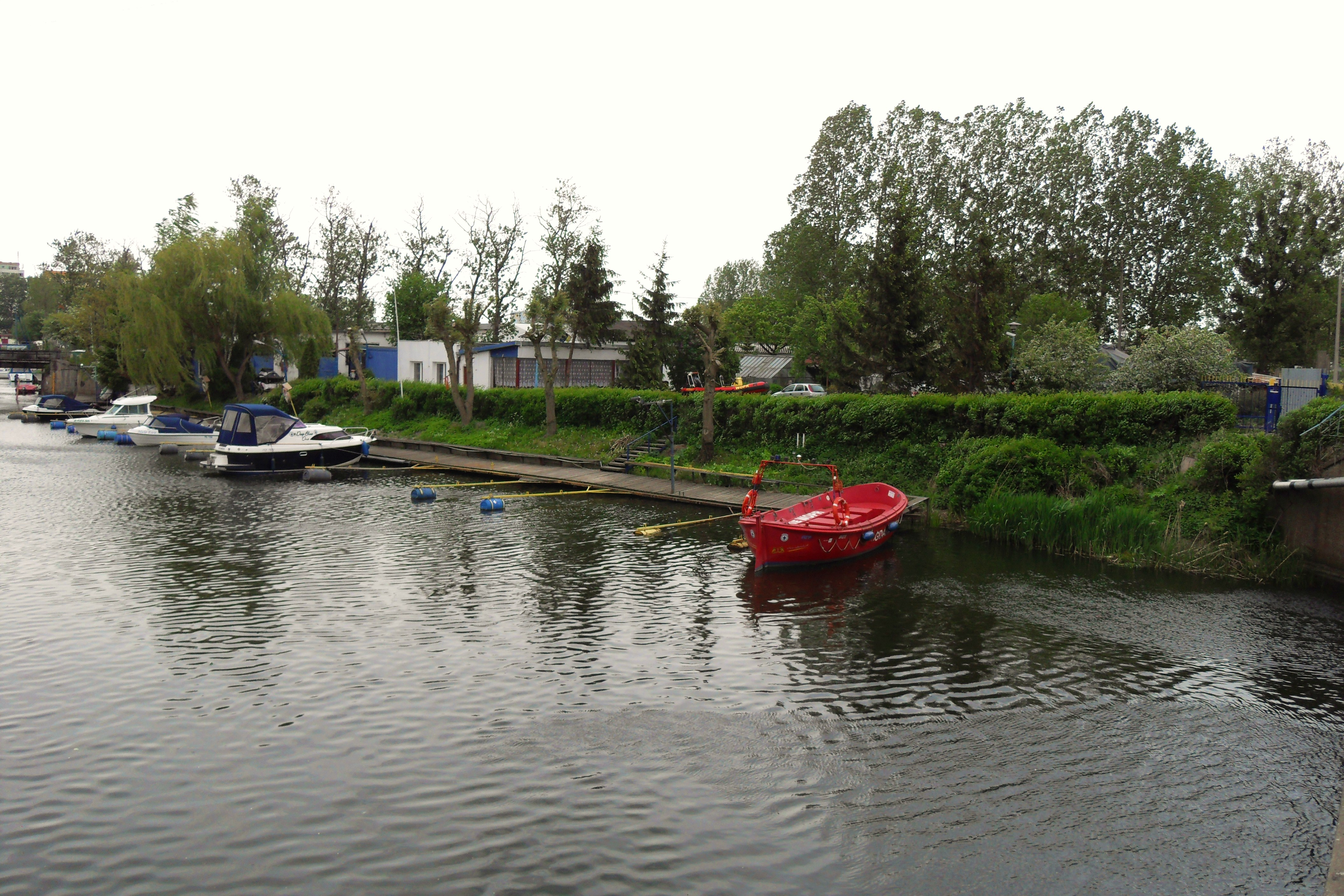
Die Mottlau bei Gęsia Karczma (Ganskrug)

Die Mottlau fließt durch das Gebiet der Gemeinde von Starogard Gdański (Preußisch Stargard), der Stadt Tczew (Dirschau), der Gemeinden von Suchy Dąb (Zugdam) und Pruszcz Gdański (Praust), und quert die Stadt Danzig, wo sie die Wyspa Spichrzów (Speicherinsel) bildet.
Hier teilt sie sich in zwei bis drei Arme auf, die westlichen Hauptarme (Nowa Motława bzw. Kanał na Stępce) münden am Polski Hak (Polnischer Haken), in die Tote Weichsel (Martwa Wisła). Dieses Gebiet erwarb Polen 1920 von der Freien Stadt Danzig.
Zwischen den beiden nordöstlich des Stadtzentrums gelegenen Ortsteilen Sienna Grobla und  Gęsia Karczma (Ganskrug) mündet der Mottlau-Umfluter (Opływ Motławy) in die Tote Weichsel.
Der Kanał Wielki verbindet die Mottlau bereits vor der Mündung mit der Toten Weichsel.
Insgesamt wechselt der Fluss mehrfach seine Fließrichtung. Er durchquert auch einige Seen, so den Jezioro Rokickie; hier wird er als Szpęgawa bezeichnet.
In die Mottlau mündet die Radunia (Radaune).

## Geschichte
Im 16. und 17. Jahrhundert wurde ein Kanal gebaut, der die Mottlau mit dem Danziger Hafen verbindet. Er trägt den Namen Nowa Motława und wird weiterhin genutzt.
Die Mottlau verursachte in Danzig im Jahr 2001 ein Hochwasser, das aufgrund des Rückstaus von der Mündung entstand.